# Йордакі Василько фон Серецький
Барон Йордакі (Юрій) Василько фон Серецький (рум. Iordachi Wassilko de Serecki, нім. Jordaki Wassilko von Serecki; * 4 березня 1795, Берегомет — 6 листопада 1861, Чернівці) — австрійсько-румунський землевласник, політик і член Палати лордів Австрійської імперської ради із руської (українсько-буковинської) боярської родини Васильків.

## Життєпис

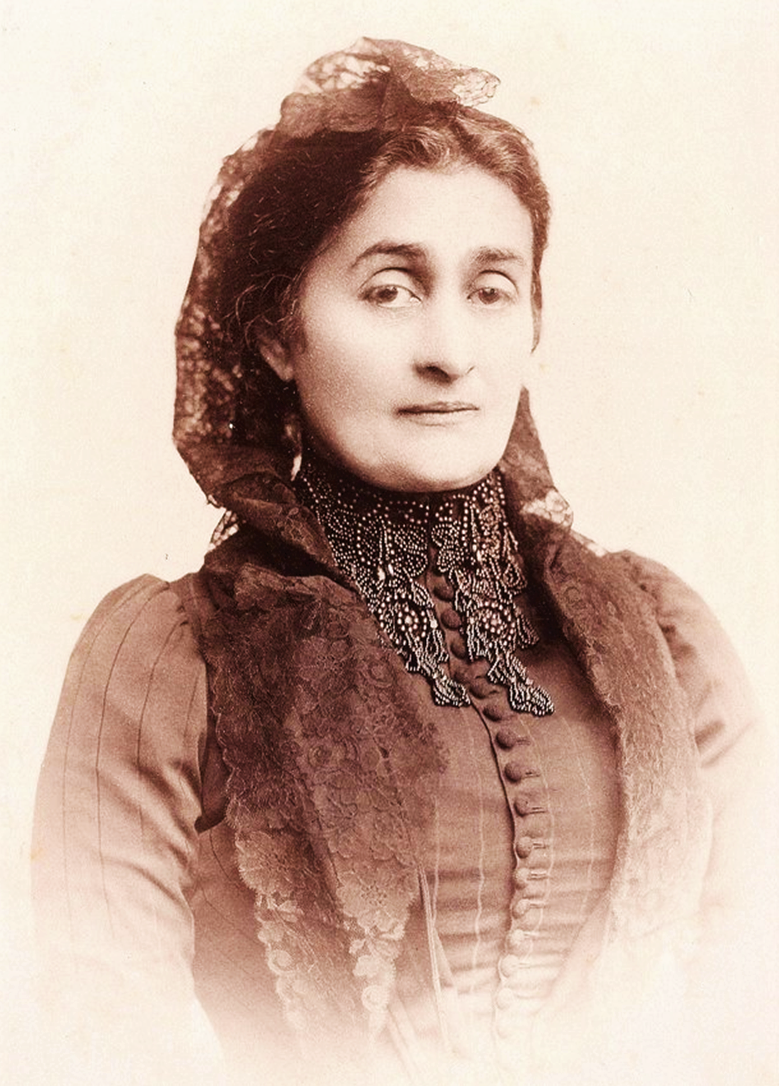
Анна Калмуцька

Йордакі здобув освіту у приватних репетиторів і керував маєтком після смерті батька, Василя Ріттера фон Василька (1761—1825). 15 листопада 1826 року в Рогозні він одружився з Анною Пульхерією фон Калмуцькою (* 3 листопада 1811 року в Рогозні/Буковина; † 22 серпня 1896 року в Чернівці).
Він був одним із перших землевласників, який поселив німецькі сім'ї на Буковині на Мигодрі біля Берегомета, уклавши договір від 10 березня 1837 року, спочатку на 20 років. Він здав в оренду 246 фальців землі та надав право на заготівлю деревини за один-два австрійські гульдени на місяць, що було дешево на той час. У 1844 році в Мигодрі проживала 161 особа, розподілена по 30 будинках і 36 житлових партіях.
У 1840-х роках Йордакі почав розвивати та розширювати свій маєток, закладаючи основу для майбутнього замку Берегомет. Він перетворив Лопушну (Лепушну) з її «особливою водою» на спа-курорт. Серед іншого, там також застосовувалася гідротерапія за методом Прісніца. Значного розвитку курорт отримав, коли гостем Йордакі 3 та 4 серпня 1855 року став новопризначений кронпринц Австрії Карл Людвіг. Він також відвідав лазні. Там він дозволив назвати місцеве цілюще джерело «Фонтан Карла Людвіга». Курортному місту дозволили називати себе Бад-Лопушна, і цю назву воно носило до кінця Габсбурзької монархії. Тоді це був і залишається сьогодні одним із найважливіших курортів Буковини.
Йордакі був покровителем парафії Святого Миколая в Берегометі. У 1843 році православна церква разом із Шепотом, Мазурі, Бурсуці та Лопушною мала 2236 парафіян. Він також організував будівництво школи, яка була відкрита в 1861 році з шістьма класами.

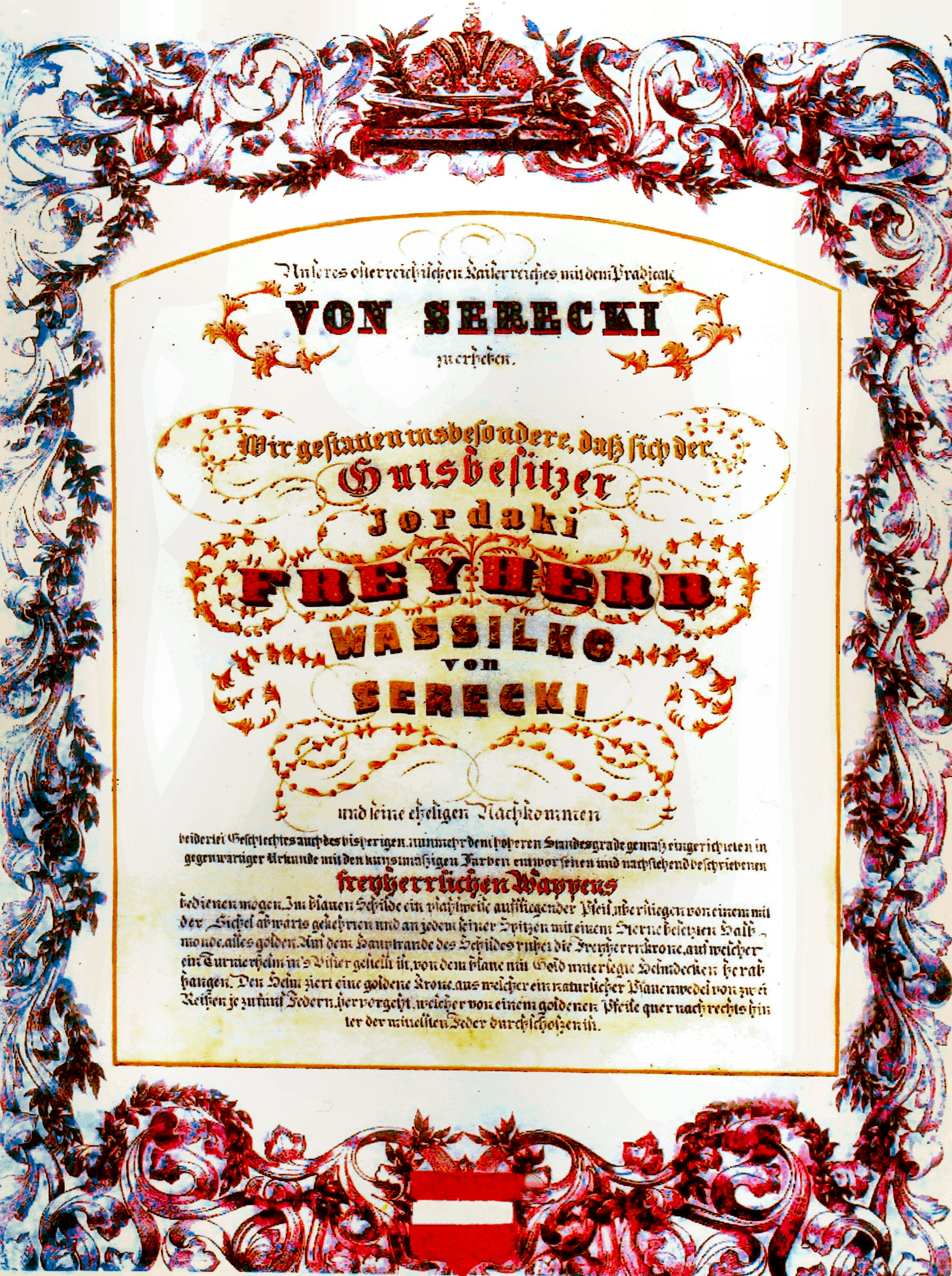
Витяг із баронського диплому для Йордакі Василько фон Серецького, 1855 р.

Петицію до імператора Австрії про перетворення галицької провінції Буковина на однойменне герцогство Корони підтримали і підписали багато шанованих румунських шляхтичів і сановників з Буковини, в тому числі Євдоксій Гурмузакі разом зі своїми братами Алеку, Костантіном, Георгієм і Миколою. Петиція була сформульована і написана Йордакі в 1849 році німецькою та румунською мовами під назвою «Promemoria zur Bukowiner Landespetition vom Jahre 1848»/ «Promemoria privind petiția țării (landului) Bucovinei din anul 1848». Цей закон був ухвалений, але набрав чинності лише 1861 року.
З 1854 року шляхтич став кавалером Ордена Залізної Корони 3-го ступеня. 14 липня 1855 року Верховним указом імператора Франца Йосифа I він був підвищений до австрійського баронського рангу з титулом «фон Серецький». Титул барона застосовувався до нього та його біологічних нащадків.
13 грудня 1860 року, після приходу до влади в Австрії централістичного уряду Антона фон Шмерлінга, з'явилися нові можливості для позитивного вирішення питання статусу Буковини. Тоді 27 грудня барон, прихильник федералізму, провів у своєму маєтку в Берегометі конференцію з представниками міста Чернівці та буковинського боярства з метою розробки нового меморандуму для Буковини.
До 1861 року барон був давнім членом Державної ради (пізніше Імперської ради). З її заснуванням 18 квітня 1861 року, лише за кілька місяців до смерті, він став першим і єдиним буковинцем того часу, обраним «довічно» до новоствореної верхньої палати Австрійської імперської ради, так званого Герренгаусу.
У ніч на середу, 6 листопада, барон переніс важкий інсульт і помер. Його поховали через три дні з великою пишнотою на родинному цвинтарі в Берегометі. Надгробок більше не зберігся. Його найбільше бажання — заснувати спадщину для свого старшого сина Олександра — за його життя залишалося нездійсненим.
З чотирьох його синів лише вищезгаданий Олександр продовжив родинну лінію. Його прохання про заснування родового маєтку було задоволено 10 листопада 1888 року, і він назвав його «фідеікоміс Йордакі Фрайгерр фон Василько-Серецьких» на честь свого батька.

## Родина
Барон був першим сином Василя, шляхтича з роду Васильків (1761—1825) та Анастасії (нар. 17 серпня 1767 — пом. 28 вересня 1842), доньки імперського капітана та землевласника (Красни Ільші) Александра, шляхтича з роду Ільші (нар. 1728 — пом. 22 травня 1800) та Ани Курт (нар. 1748 — пом. 23 серпня 1830). Цей Олександр Ільші (Ільський), батько Настасії, був сином Ніколая Ільші (1681—1750) та Ілінки (Олени) (1698—1765), доньки Іордакі Флондора. Батько Миколи, Олександр (1642—1710), з родини річпосполитських графів Єльських, був «військовиком з Литви (ductor cohortis)» і, оселившись у Молдавії, одружився з Марією Петрічейку, сестрою або племінницею воєводи Штефана Петричейку.
Йордакі одружився в Рогозні 15 листопада 1826 року з Аною Пульхерією (нар. 3 листопада 1811, Рогозна (Буковина) — пом. 22 серпня 1896, Чернівці), дочкою землевласника (Кальнівці, пізніше у володінні графів Делла Скала) Георге, шляхтича Кальмучі (1769—1832) і Параскиви фон Потлог з Рогозни (пом. 1852). У них було семеро дітей:
- Олександр Василько фон Серецький (1827—1893), одружений на Катерині фон Флондор (1843—1920)
- Михайло барон Василько фон Серецький (нар. 28 січня 1836, Берегомет — помер 22 лютого 1870, Відень), майор Австро-Угорської армії
- Георгій барон Василько фон Серецький (нар. 1840, Берегомет — пом. 20 серпня 1871), одружений на Пульхерії де Костін (пом. 4 квітня 1917)
- Йон (Йоганн) барон Василько фон Серецький (пом. 19 червня 1861)
- Катерина баронеса Василько фон  Серецька, у шлюбі з шляхтичем Георге Джурджуванським, мером міста Дорогой
- Вікторія баронеса Василько фон  Серецька, у шлюбі з Ніколаєм бароном де Карсте
- Баронеса Марія Василько фон  Серецька (нар. 6 листопада 1832 — пом. 1 листопада 1912), у шлюбі з імперським капітаном Францом фон Вельшаном (нар. 8 березня 1822 — пом. 20 березня 1906)

## Герб
Блазон: «Блакитний щит, на якому зображено золоту стрілу, спрямовану вгору, що впирається вістрям у золотий півмісяць з опущеними донизу кінцями, кожен з яких увінчаний шестипроменевою золотою зіркою. Над верхнім краєм щита лежить золота баронська корона, на якій розміщений турнірний шолом у профілі, з блакитним наметом із золотим підбиттям. Шолом прикрашає золота корона, з якої виходить натуральний павичевий хвіст, що складається з двох рядів по п'ять пір'їн у кожному, пронизаний золотою стрілою впоперек праворуч за середньою пір'їною».

## Фотогалерея

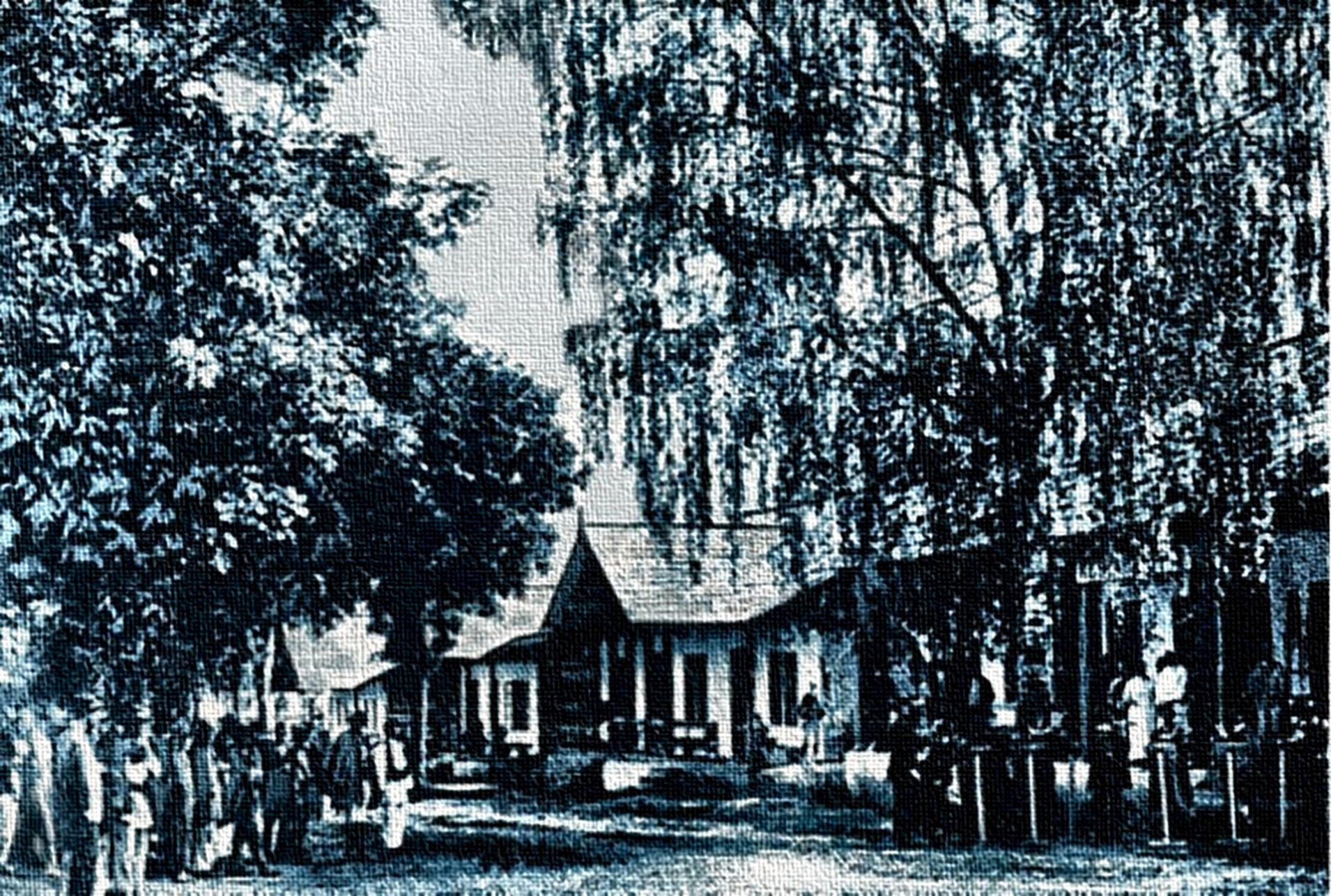
Бад-Лопушна (до 1900 року)
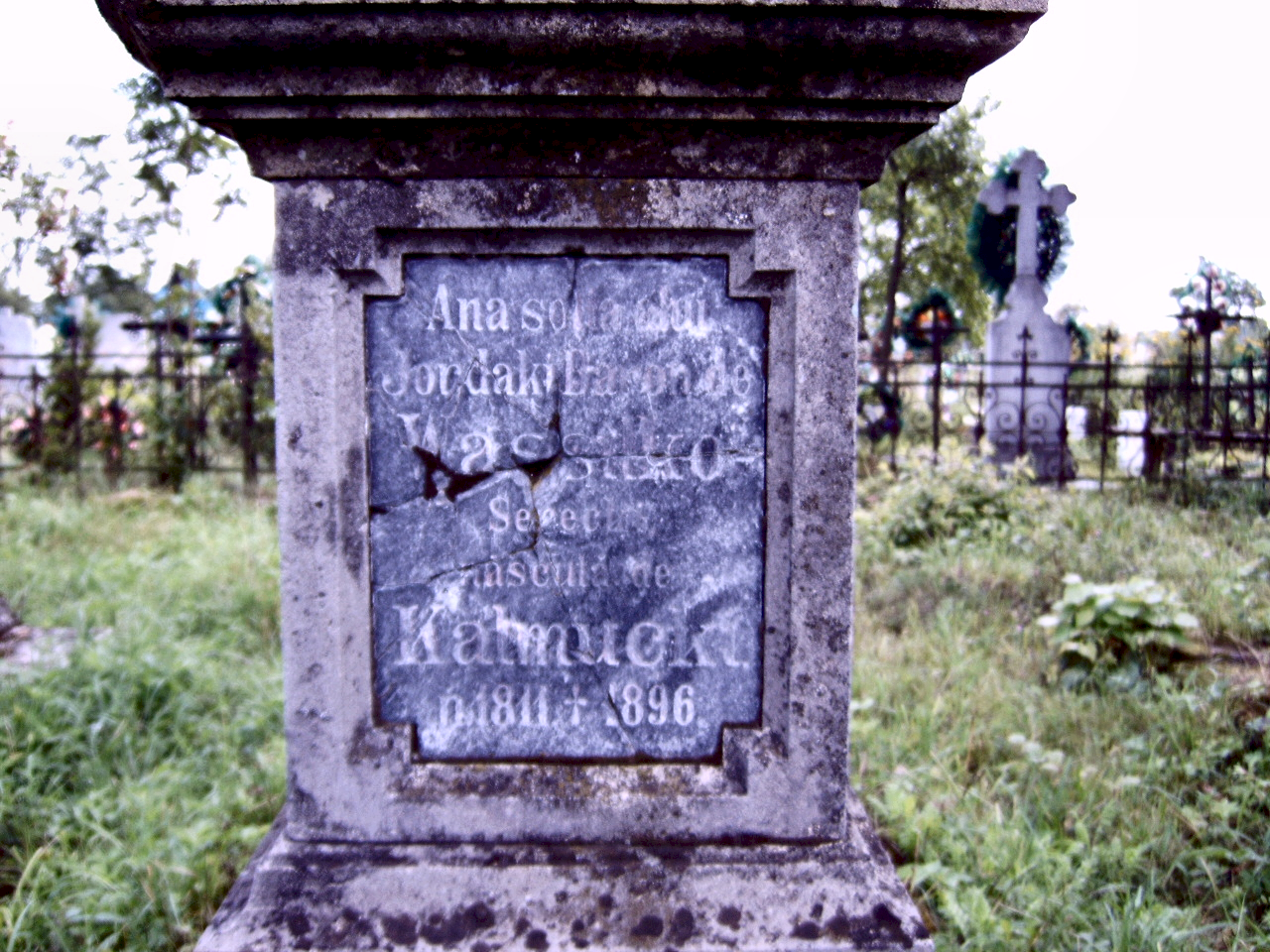
Могила Анни Калмуцької
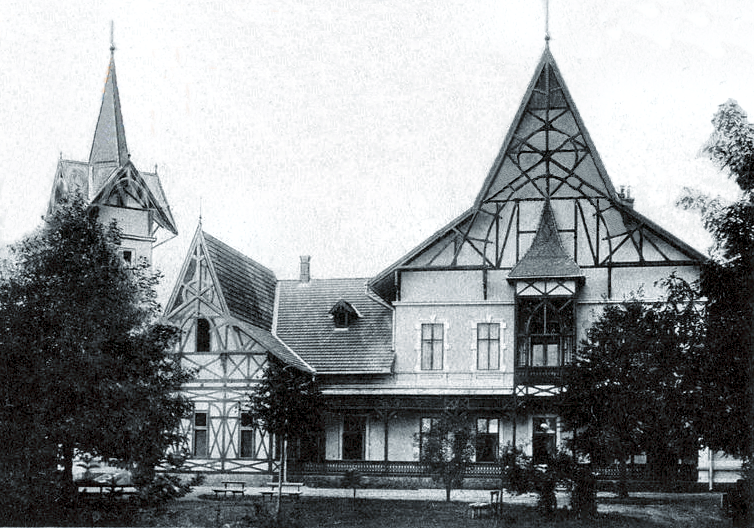
Палац Берегомет 1900